# اوون ساوند
اوون ساوند (به انگلیسی: Owen Sound) یک شهرک در کانادا است که در شهرستان گری، انتاریو واقع شده‌است.

## خصوصیات
اوون ساوند ۲۵٫۹۸ کیلومترمربع مساحت و ۲۱٬۶۸۸ نفر جمعیت دارد.